# Picco von Groote
 (janvier 2017).
Si vous disposez d'ouvrages ou d'articles de référence ou si vous connaissez des sites web de qualité traitant du thème abordé ici, merci de compléter l'article en donnant les références utiles à sa vérifiabilité et en les liant à la section « Notes et références ».
Picco von Groote, née le 15 avril 1981 à Cologne, est une actrice allemande.

## Biographie
Picco von Groote est la fille d'un marchand et d'un assistant médical. Elle est allée à l'école à Bad Honnef.
En 2001, elle commence ses études à l'Université de musique et des arts de spectacle de Stuttgart, où elle obtient son diplôme en 2005. Elle fait ensuite partie de l'ensemble du Staatsstheater à Hanovre pendant plusieurs années, mais joue également sur d'autres scènes allemandes, comme le  Staatsschauspiel de Dresde ou le Théâtre Maxime-Gorki à Berlin.
Elle fait ses débuts au cinéma en 2012 dans Was bleibt de Hans-Christian Schmid. Elle a ensuite joué dans La Tour de Christian Schwochow et dans Verhängnisvolle Nähe de Thorsten Näter.
Picco de Groote est mariée et vit à Francfort.

## Filmographie
- 2012 : Was bleibt de Hans-Christian Schmid
- 2012 : La Tour de Christian Schwochow
- 2014 : Nocebo de Lennart Ruff
- 2014 : Verhängnisvolle Nähe de Thorsten Näter
- 2015 : Starfighter de Miguel Alexandre
- 2016 : Duel der Brüder d'Oliver Dommenget

## Théâtre
- 2005 : Les Trois Sœurs, Théâtre de l'État de Hanovre
- 2006 : Emilia Galotti, Théâtre de l'État de Hanovre
- 2007 : Comme il vous plaira, Théâtre de l'État de Hanovre
- 2008 : Le Prince de Hombourg, Théâtre de l'État de Hanovre
- 2009 : Peer Gynt, Staatsschauspiel Dresden
- 2009 : Roméo et Juliette, Théâtre Maxime-Gorki de Berlin
- 2011 : Minna von Barnhelm, Staatsschauspiel Dresden